# هند (اسم)

اسم "هند" مكتوبة ب"خط عربي" عادي.

هند هو اسم علم مؤنث في اللغة العربية، وفي الثقافة تعود جذور هذا الاسم إلى قدماء العرب مرتبطا ببلاد الهند القديمة الكبرى (الهند+بنغلاديش+ كشمير+باكستان+أفغانستان)، يُنسب الاسم لها على دولة الهند القديمة كحضارة بعيدة وحافلة بالخيال والعجائب، اكتسبت معانٍ ارتبطت بالقوة والنفوذ في الحضارة العربية وتعني كذلك "مئة من الإبل أو الجمال"، والمئتان من السنين". وقد اتخذ اسما عند نساء أعيان قدماء العرب، وقد ينسبون إليها فيسمون: هندي، هندية. كما يسمون: هندة، وهُنَيدة تصغيرا وتحبيبا. وهو اسم عريق ضارب في القدم تسمى به الأوائل منذ العصر الجاهلي، مثل هند بنت الخس. ويأتي في مقام آخر بمعنى السيف، وفي الفارسية يأتي بمعنى الفتاة القوية الصبورة ذات التأثير والجاذبية، وممن عرفوا بهذا الاسم في عهد الإسلام هند بنت عتبة وهي زوجة أبي سفيان بن حرب القرشي.
وهكذا نرى أن معنى اسم هند كثير جدا ورحب المعاني بين حضارة الهند الممتدة والقديمة، وبين ال100 من الإبل والمائتان من السنين، وبين معنى السيف كاسم مهنّد على اشتقاق تقريبي بصيغة اسم مفعول، وهو السيف القاطع المصنوع من حديد الهند.

## في الشعر
ذكر اسم هند كثيرا في الشعر العربي في العصر الأدبي الجاهلي والأموي والعباسي والأندلسي إلى الحديث، ومن أهم القصائد وأشهرها قصيدة بشار بن برد تحت عنوان "طال في هند عتابي:

## في المعاجم العربية

### هند في لسان العرب
معنى هند في لسان العرب هِنْدٌ وهُنَيدةٌ اسم للمائة من الإِبل خاصة.
قال جرير: أَعْطَوْا هُنَيْدةَ يَحْدُوها ثَمانِيةٌ
ما في عَطائِهِمُ مَنٌّ ولا سَرَفُ
وقال أَبو عبيدة وغيره هي اسم لكل مائة من الإِبل وأَنشد لسلمة بن الخرشب الأنماري ونَصْرُ بنُ دَهْمانَ الهُنَيْدةَ عاشَها وتسعينَ عاماً ثم قُوِّمَ فانْصاتَا (* قوله « وتسعين » هذا ما في الأصل والصحاح في غير موضع والذي في الأساس وخمسين) ابن سيده وقيل هي اسم للمائة ولِما دُوَيْنَها ولما فُوَيْقَها، وقيل هي المائتان؛ حكاه ابن جني عن الزيادي قال: ولم أَسمعه من غيره، قال: والهُنَيْدَةُ مائةُ سنة والهِنْدُ مائتان.
حكي عن ثعلب التهذيب: هُنَيْدةُ مائة من الإِبل معرفة لا تنصرف ولا يدخلها الأَلف واللام ولا تجمع ولا واحد لها من جنسها. قال أَبو وجزة: فِيهِمْ جِيادٌ وأَخْطارٌ مُؤثَّلةٌ مِنْ هِنْد هِنْد وإِرباءٌ على الهِنْدِ ابن سيده. ولَقِيَ هِنْدَ الأَحامِسِ إِذا مات ابن الأَعرابي. هَنَّدَ إِذا قَصَّرَ وهَنَدَ وهَنَّدَ إِذا صاحَ صِياحَ البُومةِ أَبو عمرو. هَنَّدَ إِذا شُتِمَ فاحتَمَله وأَمسَك وحمَلَ عليه فما هَنَّدَ، أَي ما كَذَّب. وما هنَّد عن شَتْمِي أَي ما كذَّب. وما هنَّد عن شَتْمِي أَي ما كذَّب ولا تأَخَّرَ. وهَنَّدَتْه المرأَةُ أَورثَتْه عِشْقاً بالملاطَفةِ والمُغازَلةِ، قال: يَعِدْنَ مَنْ هَنَّدْنَ والمُتَيَّما وهَنَّدَتْني فلانةُ أَي تَيَّمَتْني بالمُغازلة.
وقال أَعرابي: غَرَّكَ مِنْ هَنّادةَ التَّهْنِيدُ مَوْعُودُها والباطِلُ المَوْعُودُ.
ابن دريد. هَنَّدْتُ الرجلَ تَنْهِيداً إِذا لايَنْته ولاطفْته
ابن المستنير. هَنَّدَتْ فلانة بقَلْبه إِذا ذهَبَت به، وهَنَّد السيفَ شَحَذَه والتهنِيدُ شَحْذُ السيفِ قال كلَّ حُسامٍ مُحْكَمِ التَّهْنِيدِ يَقْضِبُ عِنْدَ الهَزِّ والتَّجْرِيدِ سالِفةَ الهَامةِ واللَّدِيدِ.
قال الأَزهري: والأَصل في التهنيد عمل الهند يقال سَيْفٌ مُهَنَّدٌ وهِنْدِيٌّ وهُنْدُوانيٌّ إِذا عُمِلَ ببلاد الهند وأُحْكِمَ عملُه، والمُهَنَّدُ السيفُ المطبوعُ من حديدِ الهِنْد، وهِنْد اسم بلاد، والنسبة هِنْدِيٌّ والجمع هُنُودٌ كقولك زِنْجِيٌّ وزُنوجٌ. وسيف هِنْدُوانيٌّ بكسر الهاء وإِن شئت ضممتها إِتباعاً للدال ابن سيده. والهِنْدُ جِيلٌ معروف، وقول عَدِيّ بن الرَّقّاع رُبَّ نارٍ بِتُّ أَرْمُقُها تَقْضُِمُ الهِنْدِيَّ والغارَا، إِنما عَنى العُود الطيّب الذي من بلاد الهند وأَما قول كثير ومُقْرَبة دُهْم وكُمْت كأَنَّها طَماطِمُ يُوفُونَ الوُفُورَ هَنادِكا فقال محمد بن حبيب أَراد بالهَنادِك رجالَ الهِنْد.
قال ابن جني: وظاهر هذا القول منه يقتضي أَن تكون الكاف زائدة، قال: ويقال رجل هِنْدِيٌّ وهِنْدِكيٌّ، قال: ولو قيل إِن الكاف أَصل وإِن هِنْدِيٌّ وهِنْدِكيٌّ أَصلان بمنزلة سَبْطٍ وسِبَطْرٍ لكان قولاً قويّاً، والسيفُ الهُِنْدُوانيُّ والمُهَنَّدُ منسوب إِليهم. وهِنْد اسم امرأَة يصرف ولا يصرف إِن شئت جَمَعْتَه جمعَ التكسير فقلت هُنودٌ وإِن شئت جمعته جَمْعَ السلامةِ فقلت هِنْدات.
قال ابن سيده والجمع أَهنُدٌ وَأَهْناد وهُنود.
أَنشد سيبويه لجرير:
أَخالِدَ قد عَلِقْتُك بعد هِنْدٍ
فَشَيَّبَني الخَوالِدُ والهُنودُ.
وهند اسم رجل قال إِني لِمَنْ أَنكَرَني ابنُ اليَثْرِبي قَتَلْتُ عِلْباءَ وهِنْدَ الجَمَلِي. أَراد وهِنْداً الجَمَليَّ فَحذفَ إِحدى ياءي النسب للقافية وحذف التنوين من هِنْداً لسكونه وسكون اللام من الجملي، ومثله قوله لَتَجِدَنِّي بالأَمِيرِ بَرّا وبالقَناةِ مِدْعَساً مِكَرّا إِذا غُطَيْفُ السُّلَميُّ فَرّا، فحذف التنوين لالتقاء الساكنين قال ابن سيده وهو كثير حتى إِن بعضهم قرأَ قل هو اللَّهُ أَحدُ اللَّهُ فحذف التنوين من أَحد التهذيب. وهِنْد من أَسماء الرجال والنساء قال ومن أَسمائهم هِنْدِيٌّ وهَنَّادٌ ومُهَنَّدٌ، ابن سيده. وبنو هِنْدٍ في بكر بن وائل وبنو هَنّادٍ بطن. وقول الراجز: وبَلْدةٍ يَدْعُو صَداها هِنْدا أَراد حكايةَ صوتِ الصَّدى.

### هند (الصحاح في اللغة)
هَنَّدَتْني فلانةٌ، أي تَيَّمَتْني بالمغازلة. وقال أعرابيٌّ: غَرَّكَ من هَنَّادَةَ التَهنـيدُ مَوْعِدُها والباطِلُ المَوْعودُ والمُهَنَّدُ: السيفُ المطبوعُ من حديد الهِنْدِ. والهُنَيْدَةُ: المائة من الإبلِ وغيرها. قال جرير: أعْطوا هُنَيْدَةَ يَحْدوها ثَمانِـيَةٌ ما في عَطائِهِمُ مَنٌّ ولا سَرَفُ قال أبو عبيدة: هي اسمٌ لكلِّ مائة. وأنشد لسلمة بن الحارث: ونَصْرُ بنُ دُهْمانَ الهُنَيْدَةَ عاشَها وتِسْعينَ عاماً ثم قُوِّمَ فانْصاتـا.

### معنى هند في معجم تاج العروس
هِنْدٌ بالكسر : اسمٌ للمِائَةِ من الإِبل خاصَّةً كهُنَيْدَةَ بالتصغير قال جَرِيرٌ :
أَعْطُوْا هُنَيْدَةَ تَحْدُوهَا ثَمَانِيَةٌ... مَا فِي عَطَائِهِمُ مَنٌّ ولاَ سَرَفُ وقال أَبو عُبَيْدَة : هي اسمٌ لكلّ مائةٍ من الإِبل وغيرِهَا وأَنشدَ لِسَلَمةَ ابنِ الخُرْشُبِ الأَنمارِيّ :
" ونَصْرُ بنُ دُهْمَانَ الهُنَيْدَةَ عَاشَهَاوتِسْعِينَ عَاماً ثُمَّ قُوِّمَ فَانْصَاتَا وأَنشده الزمخشريُّ وخَمسين عاماً. وقال : أَرادَ مِائَةَ سنةٍ وهو مجازٌ أَو اسم لِمَا فَوْقَها ودُونَها أَو للمِائتَيْنِ ونصُّ عبارةِ المُحكمِ : وقيل هي اسمٌ للمائةِ ولما دُوَيْنَها ولما فُوَيْقَها وقيل : هي المائتانِ حكاه ابنُ جِنِّي عن الزِّيَادِيّ قال : ولم أَسمعه من غيرِه قال : والهُنَيْدَة : مائةُ سَنَةٍ والهِنْدُ : مائِتانِ حُكِيَ عن ثَعْلَبٍ ومثلُه في الأَساس وفي التهذيبِ هُنَيْدَةُ : مائةٌ من الإِبل مَعْرِفَةٌ لا تَنْصَرشف ولا تَدْخُلها الأَلف واللام ولا تُجْمَع ولا واحدَ لها مِن جِنْسا قال أَبو وَجْزَةَ :
فِيهمْ جِيَادٌ وأَخْطَارٌ مُؤَبَّلَةٌ... مِنْ هِنْدَ وَأَزْيَادٌ عَلَى الهِنَدِ هِنْد بالكسر : اسمُ امرَأَةٍ يُصْرَف ولا يُصْرَف إن شِئتَ جَمَعْتَه جمع التكسير فقلت هُنُودٌ وإِن شئت جمعته جمع السلامة فقلت هِنْدَات كذا في الصحاح وقال ابنُ سيدَه أَهْنُدٌ وأَهْنَادٌ وهُنُودٌ وأِنشد سِيبويهِ لجريرٍ :
أَخالِدَ قَدْ عَلِقْتُكَ بَعْدَ هِنْدٍ... فَشَيَّبَنِي الخَوَالِدُ والهُنُودُ هِنْد أَيضًا اسم رَجُل قال :
إِنّي لِمَنْ أَنْكَرَنِي ابْنُ اليَثْرَبي... قَتَلْتُ عِلْبَاءَ وهِنْدَ الجَمَلِي وفي التهذيب : وهِنْد من أَسماءِ الرجال والنساءِ. وبنو هِنْدٍ : بَطْنٌ من بَكْرِ بن وائلٍ. والهِنْدُ بالكسر : جِيلٌ معروف قاله ابن سِيدَه وقال غيره : وهِنْد : اسمُ بلادٍ والنِّسْبَةُ هِنْدِيٌّ هُنُودٌ كزِنْجِيٍّ وزُنُوجٍ وقولُ عَدِيّ ابن الرِّقاع :
رُبَّ نَارٍ بِتُّ أَرْمُقُهَا... تَقْضِمُ الهِنْدِيَّ والغَارَا إِنما عَنَى العُودَ الطَّيِّبَ الذي مِن بلادِ الهِنْد يُجمع أَيضاص على الأَهَانِيد قال رؤبة :
أَهْدَى إِلَى السِّنْدِ لُهَاماً حَاشِدَا... حَتَّى اسْتَبَاح السِّنْد والأَهَانِدَا والهَنَادِك بالكاف في آخره رِجَالُ الهِنْدِ وبه فَسّر محمدُ بن حبيب قولَ كُثَيِّر :
ومُقْرَبَةُ دُهْمٌ وكُمْتٌ كأَنَّهَا... طَمَاطِمُ يُوفُونَ الوُفُورَ هَنَادِكُ قال ابن جِنّي : فظاهرُ هذا القَولِ منه يَقْتَضِي أَن تكون الكافُ زائِدَةً قال : ويقال رجلٌ هِنْدِيّ وهِنْدِكِيٌّ قال : ولو قيل إِن الكَافَ أَصْلٌ وإِن هِنْدِيٌّ وهِنْدِكِيٌّ أَصْلاَنِ بمنزلةِ سَبْطٍ وسِبَطْرٍ لكان قَوْلاً قوِيًّا كذا في اللسان والسَّيْفُ الهُنْدُوَانِيُّ بالكسر ويُضَمُّ إِتباعاً للدّالِ قاله الزمخشريُّ مَنْسُوبٌ إِليهم وكذلك المُهَنَّد وهو المطبوع من حَدِيد الهِنْدِ. وفي التهذيب : والأَصل في التَّهْنِيد عَمَلُ الهِنْدِ يقال : سيف مُهَنَّدٌ وهِنْدِيّ وهُنْدُوَانِيٌّ إِذا عُمِل ببلاد الهِند عن ابن الأَعرابيّ : هَنَّدَ تَهنِيداً عن ابن الأَعرابيّ : هَنَّدَ تَهنِيداً إِذا قَصَّرَ في الأَمْرِ وهَنَدَ وهَنَّدَ إِذا صَاحَ صِياحَ البُومَةِ عن أَبي عَمرٍو عنه أَيضاً : هَنَّدَ الرجلُ إِذا شَتَمَ إِنْسَاناً شَتْماً قَبيحاً وهَنَّدَ إِذا شُتِمَ فَاحْتَملَه وأَمْسَكَ عن شَتْمِ الشَّاتِمِ كلّ ذلك عن أَبي عمرٍو. هَنَّدَ السَّيْفَ : شَحَذَه والتَّهْنِيدُ : التَّشْحِيذ قال :
" كُلّ حُسَامٍ مُحْكَمِ التَّهْنِيدِ
" يَقْضِبُ عِنْدَ الهَزِّ والتَّجْرِيدِ
" سالِفَةَ الهَامَةِ واللَّدِيدِ وقال الأَزهريّ : والأَصل في التَّهنيدِ عَمَلُ الهِنْدِ. يقال : حَمَلَ عليه فما هَنَّدَ أَي ما كَذَّبَ أَو ما هَنَّدَ عن شَتِْي : ما كَذَّب ولا تَأَخَّرَ. وهَنَّدَتْه المَرْأَةُ : أَوْرَثْتَهُ عِشْقاً بالمُلاطَفَةِ والمُغَازَلة قال :
"يَعِدْنَ مَنْ هَنَّدْنَ والمُتَيَّمَاوهَنَّدَتْني فلانةُ أَي تَيْمَتْنِي بالمغازَلة وقال ابنُ دُرَيْد : هَنَّدْتُ الرَّجُلَ تَهنيداً إِذا لا يَنْتَه ولاطَفْتَه وقال ابنُ المُسْتَنِير : هَنَّدَتْ فُلانَةُ بقلْبِه إِذا ذَهَبَتْ به. وهُنْدُوَانُ بالضَّم : نَهْرٌ بِخوزِسْتَانَ بينها وبين أَرَّجَانَ عليه وِلاَيَةٌ تُنْسَب إِليه كبيرةٌ. هُنْدُوَانُ : ودَرِ هُنْدُوَانَ بفتح الدال وكسرِ الراءِ وهو علامَةُ الإِضافة عند الفُرْسبن معناه بابُ هُنْدُوَانَ أَي باب الهُنُود وقال ابنُ الأَثير في الأَنساب : وإِنما سُمِّيَتْ به لأَنه يَنزِل فيها الغِلْمَانُ والجَوَارِي المَجْلُوبَةُ مِن الهِند للبَيْعِ وهو اسم مَحَلَّة بِبَلْخَ قدِيمة منها الإِمام الفاضل أَبو جَعْفَرٍ محمد بن عبد الله بن محمد ابن عُمر الهُنْدُوَانِيُّ الفَقِيه الحَنَفِيّ يقال له أَبو حنيفةَ الصغيرُ لكثْرَةِ فِقْهِه روي عن محمد بن عُقَيْل البَلْخِيّ وأُستاذِه أَبي بكر محمد ابن أبي سَعيدٍ الفقيه وعليه تَفَقَّه وعنه أَبو إِسحاقَ إِبراهيمُ بن صالم بن محمّد البُخَارِيّ وأَبو عبد الله طاهر ابن محمد بالحدادِيّ مات ببُخَارَا سنة 362
وهِنْدَ بكسر الهاءِ وسكون النون وفتح الدال والميم : نَهْرٌ بِسِجِسْتَانَ يَزعمون أَنه يَنْصَبُّ إِليه مياهُ أَلْف نَهْرٍ فلا تَظْهَرُ فيه الزِّيادَةُ ويَنْشَقُّ منه أَلْفُ نَهْرٍ فلا يَظْهَرُ فيه النُّقْصَانُ قال الإِصطخريّ : أَعظمُ أَنهارِ سِجِسْتَانَ نَهْرُ هِنْدَمنْدَ مَخرَجه مِن ظَهْرِ الغَورِ حتى يَنْصَبّ على ظَهْر رُخَّج وبلد الداورِ حتى يَنتهي إِلى بُسْت ويمْتَدّ منها إِلى ناحية سِجِسْتان ثم يَقَع في بُحَيْرَةِ زَرَه الفاضِلُ مِنه وإِذا انتهَى إِلى مَرْحَلَةٍ مِن سِجِستانَ تَشَعَّبَتْ منه مَقَاسِمُ الماءِ.
وقال أَبو بَكْرٍ الخَوَارَزْمِيّ :
غَدَوْنَا شَطَّ نَهْرِ الهِنْدَ مَنْدِ... سُكَارَى آخِذِي بِالدَّسْتَبَنْدِ إِلى آخره وفي النامُوس : هذا النهرُ مِثَالُ البَحْرِ العَلَم عند أَهلِ العِرْفَان. هَنَّادُ بن السَّرِيّ مُصْعبٍ التّميميّ أَبو السَّرِيّ الكُوفِيّ كحَمَّادٍ مُحَدِّثٌ ثِقَةٌ مِن العاشرة مات سنة ثلاث وأَربعين ومائتين عن إِحدى وتسعين وقَرِيبه هَنَّادُ بنُ السَّرِيّ بن يَحْيَى بن السَّرِيّ ثِقَةٌ من الثانيةَ عَشرَةَ. هَنَّادَة بهاءٍ من أَعلامِهِنَّ قال أَعْرَابِيُّ :
غَرَّكَ مِنْ هَنَّادَةَ التَّهْنِيدُ... مَوْعُودُها والبَاطِلُ المَوْعُودُ ودَيْرُه هِنْدَ : بِدِمَشْقَ. ودَيْرُ هِنْدَ مَوْضِعَانِ بالحِيرَةِ ولأَحَدِ هذه المواضِع عَنَى جَرِيرٌ بقوله :
لَمَّا مَرَرْتُ بِدَيْرِ الهِنْدِ أَرَّقَني... صَوْتُ الدَّجَاجِ وضَرْبٌ بِالنَّوَاقِيسِ ويروَى : لَمَّا تَذَكَّرْتُ بالدَّيْرَيْنِ. ومما يستدرك عليه : لَقِيَ هِنْدَ الأَحَامِسِ إِذا مَاتَ. نَقلَه ابنُ سيده. ومن أَسمائهم هِنْدِيٌّ ومُهَنَّدٌ. وبنو هَنَّادٍ بَطْنٌ مِن العَرَب. الهَنَادِيّ بَطْنٌ آخَرُ يَنْزِلُون البَحَيْرَةَ من مِصْرَ يقال لواحِدِهِم هِنْدَاوِيّ. والهُنَيْدَة بالتصغير : حِصْنٌ بناه سُلَيمانُ عليه السلامُ واسمٌ للمائةِ السَّنَةِ وتقدّم شاهِدُه. وهِنْدٌ للمائتين منها قاله الزمخشريُّ. وهُنَيْدَةُ بن خالدٍ الخُزَاعِيّ مُحَدِّث. وهِنْدُ بن أَبي هَالَةَ رَبِيبُ النبيِّ صلى اللهُ عَليه وسلَّمَ.

### في المعجم الوسيط
معنى هَنَدَ في المعجم الوسيط ـُ هُناداً: صاح صياح البومة.( هَنَّدَ) الرّجلُ: هنَد. وـ قَصّر في الأمر. وـ شَتَمَ إنساناً شتماً قبيحاً. وـ شُتِم وأمْسَكَ عن شتم الشّاتم. وـ المرأةُ بقلبه: ذهبت به. وـ فلاناً: أورثته عشقاً بالملاطفة والمغازلة. وـ الرجلُ فلاناً: لاينه ولاطفه. وـ السيفَ: شحذه.( المُهَنَّد ): السَّيف المطبوع من حديد الهند؛ وكان خير الحديد.( هِنْد ): اسم لجماعة من الإبل، عددها من نحو مائة إلى نحو مائتين.( الهِنْد ): شبه قارة تقع جنوبيّ آسيا. تضم باكستان وجمهورية الهند وبنغلاديش.( الهُِنْدُوانِيّ ): المُهَنّد.( هُنَيْدَة ): تصغير هند، وـ اسم للمائة من الإبل، وهي معرفة لا تنصرف، ولا يدخلها الألف اللام، ولا تجمع، ولا واحد لها من جنسها.( الهُنَيْدَة ): مائة سنة. قال سلمة بن الخُرْشب: ونصرُ بنُ دُهمانَ الهُنَيْدَة عاشَها وتسعين عاماً ثمّ قُوِّمَ فانصاتا.